# Рейтинг партийного голосования (США)

Индекс партийного голосования Кука 2016—2020 годов для всех голосующих субъектов на президентских выборах в США 2024 года (штаты, федеральный округ, избирательные округа Мэна и Небраски))
Легенда карты:
PVI Кука штата или округа D+10 или выше
PVI Кука штата или округа PVI между D+5 and D+10
PVI Кука штата или округа PVI между D+2 and D+5
PVI Кука штата или округа PVI между EVEN and D+2
PVI Кука штата или округа PVI между EVEN and R+2
PVI Кука штата или округа PVI между R+2 and R+5
PVI Кука штата или округа PVI между R+5 and R+10
PVI Кука штата или округа PVI R+10 или выше

Индекс (рейтинг) партийного голосования Кука (англ. Cook Partisan Voting Index, сокращённо PVI или CPVI) — показатель того, насколько партийным является избирательный округ или штат США по итогам выборов. Партийность определяется как склонность избирателей к голосованию либо за Республиканскую партию, либо за Демократическую по сравнению со страной в целом, на основе того, как этот округ или штат голосовал на предыдущих выборах.

## История
Индекс партийного голосования Кука был разработан в 1997 году политологом Чарли Куком из The Cook Political Report совместно с Кларком Бенсеном и его фирмой политического статистического анализа Polidata «как средство предоставления более точной картины конкурентоспособности» каждого из 435 избирательных округов. Он основан на методологии, представленной Робом Ричи из FairVote для отчёта центра за июль 1997 года.
С тех пор The Cook Political Report выпускает новые оценки PVI каждые два года. В 2021 году информационный бюллетень прекратил сотрудничество с Polidata и для расчёта индекса по результатам выборов 2020 года использовал Dave Leip's Atlas of U.S. Presidential Elections (в переводе с англ. — «Атлас президентских выборов в США Дэйва Лейпа»). В 2022 году формула для расчёта значений PVI была изменена.

## Расчёт и формат
Индекс учитывает, как голосовал каждый избирательный округ по выборам в Конгресса на последних двух президентских кампаниях, и сравнивает его со средним показателем по стране. Индекс PVI Кука отображается в виде буквы, знака «плюс» и числа, где буква (D для демократов или R для республиканцев) указывает на партию, которая превзошла средний показатель по стране в округе, а число показывает, на сколько процентных пунктов выше среднего показателя по стране она получила. В 2022 году формула была обновлена, чтобы придать последним президентским выборам больший вес, чем предыдущим.